# Blockula

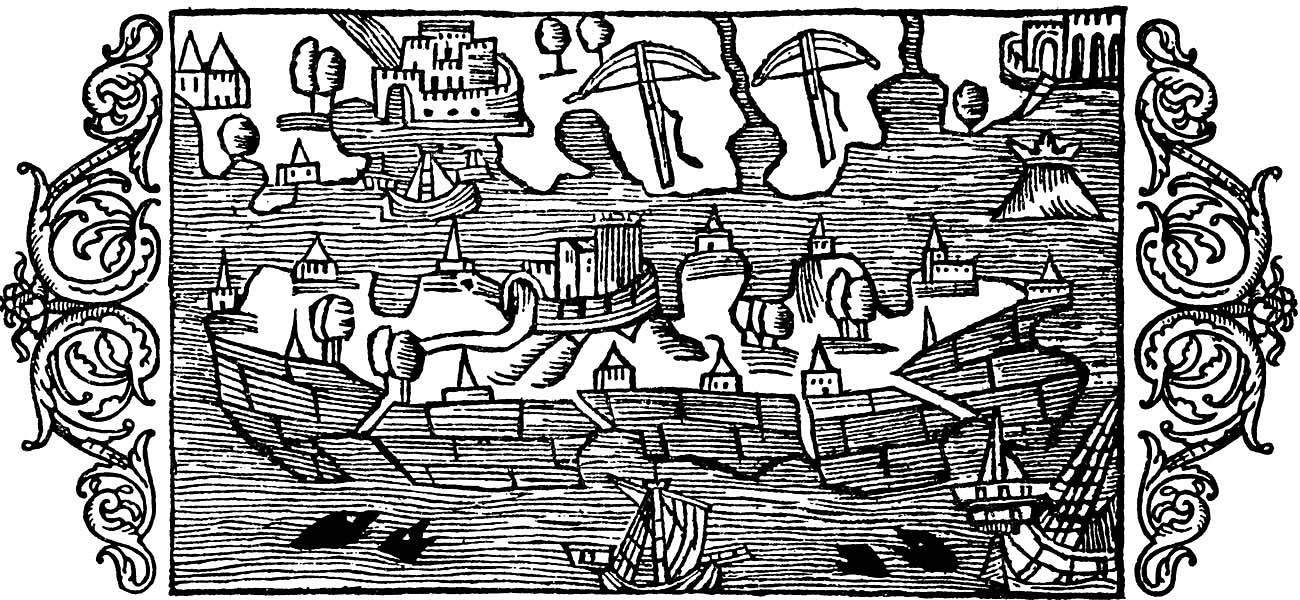
Deze houtsnede toont Öland, het zuidelijk deel is links op de afbeelding. Je ziet de lagen van kalksteen, het kasteel is Borgholm. Het vasteland is deel van Småland, er worden twee kruisbogen gezien. Links staat Kalmar, rechts Stäkeholm. De gekroonde rots is Blå jungfrun (de blauwe maagd).
Olaus Magnus, 1555

Blakulla (in modern Zweeds Blåkulla) is in de Zweedse mythologie de plaats waar de duivel en heksen zich verzamelen. 
De plaats bevindt zich op Blåkulla (tegenwoordig Nationaal park Blå Jungfrun). Het eilandje staat onder meer bekend omdat het volgens de mythe de  verzamelplaats is voor heksen die er op witte donderdag de heksensabbat vieren. Op het eiland ligt een labyrint dat voor het eerst in 1741 door Linnaeus bij zijn bezoek aan dat eiland beschreven werd. Wie stenen meeneemt van het eiland wordt volgens de legende getroffen door ongeluk.
De plaats komt overeen met Kyöpelinvuori (Fins voor geestenberg) uit de Finse mythologie.